# Yannick Agnel
Yannick Agnel (* 9. Juni 1992 in Nîmes) ist ein ehemaliger französischer Freistilschwimmer. 2012 gewann er bei den Olympischen Spielen in London die Goldmedaillen über 200 Meter Freistil und mit der französischen 4-mal-100-Meter-Freistilstaffel. 2013 wurde er Weltmeister über 200 m Freistil. Er ist französischer Rekordhalter über 200 und 400 Meter Freistil.

## Sportliche Karriere
2009 holte Yannick Agnel bei den Europäischen Junioren-Europameisterschaften die Titel über 200 m und 400 m und mit der 4-mal-200-Meter-Staffel. Bei den Junioreneuropameisterschaften 2010 verbesserte er bei seinem Goldmedaillengewinn den französischen Rekord über 400 m auf 3:46,26 min.
2010 wurde er Europameister über 400 m und brach den französischen Rekord erneut. Als Startschwimmer der 4-mal-200-Meter-Freistilstaffel, die den dritten Platz belegte, verbesserte er zudem den eigenen Landesrekord auf 1:45,83 min.
Bei den Weltmeisterschaften 2011 in Shanghai wurde er über 200 m in französischer Rekordzeit von 1:44,99 min Fünfter und über 400 m in 3:45,24 min Sechster. Mit der Freistilstaffel gewann er über 4 × 200 m die Silbermedaille.
Bei den Olympischen Spielen 2012 in London überholte er als Schlussschwimmer im 4-mal-100-Meter-Rennen auf der letzten Bahn den US-Amerikaner Ryan Lochte und sicherte seinem Team in 3:09,93 min überraschend den Olympiasieg. Im Einzelrennen über 200 m gewann er überlegen seine zweite Goldmedaille in einer Zeit von 1:43,14 min, womit er den nationalen Rekord erneut verbesserte. Zum Abschluss holte er mit Frankreich noch die Silbermedaille in der 4 × 200-m-Freistilstaffel. Im gleichen Jahr erzielte er bei den französischen Kurzbahnmeisterschaften mit 3:32,27 min über 400 m einen neuen Welt- und mit 7:29,17 min über 800 m einen neuen Europarekord. Agnel wurde 2012 zum Europäischen Schwimmer des Jahres gekürt.
Bei den Weltmeisterschaften 2013 in Barcelona gewann er wie bei den Olympischen Spielen die Titel über 200 m und mit der französischen 4-mal-100-Meter-Staffel. Zur Vorbereitung auf die Olympischen Spiele 2016 in Rio de Janeiro wechselte Agnel von Trainer Fabrice Pellerin zu der Trainingsgruppe vom Phelps-Trainer Bob Bowman nach Baltimore in die USA. Bei den Spielen schied er im Vorlauf über 200 m Freistil aus und der damals 24-Jährige kündigte anschließend sein Karriereende an.

## Bestleistungen
- 100 m Freistil: 47,84 s
- 200 m Freistil: 1:43,14 min
- 400 m Freistil: 3:43,85 min

## Sonstiges
Im Dezember 2021 wurde gegen Agnel wegen des Vorwurfs einer Sexualstraftat im Jahr 2016 ein Ermittlungsverfahren eingeleitet. Er bestätigte, dass er mit der damals 13-jährigen Tochter seines Trainers Sexualkontakt gehabt hatte, bestritt aber, dass er Zwang ausgeübt habe. Die Ermittlungen wurden im März 2024 abgeschlossen, worauf ein Gerichtsverfahren eingeleitet wurde.